# Талыш-муганская культура
Талыш-муганская культура, или муганская культура, — археологическая культура эпохи поздней бронзы и раннего железа (конец 2 — начало 1-го тысячелетия до н. э.), которая располагалась на Муганской равнине и в Талышских горах, на северо-западе современного Ирана и юго-востоке современного Азербайджана.
Особенности талыш-муганской культуры:
- имеются погребения в каменных ящиках и грунтовых могилах со скорченными, чаще вытянутыми костяками.
- погребения бывают одиночные, групповые, совместные — мужчин и женщин, с богатым и бедным инвентарем.
- основное занятие — скотоводство, земледелие и, возможно, рыболовство.
- орудия труда и оружие изготовлялись из бронзы и железа.
- оружие — бронзовые и железные мечи с бронзовым двураструбным эфесом, бронзовые кинжалы с «рамчатой ручкой» (переднеазиатского типа).
- глиняные сосуды, изготовленные от руки: выделяются корзинообразные «кадила» и сосуды в форме чайников.
- могильный инвентарь отражает процесс разложения родовых отношений и имущественного дифференциации среди племен данной культуры.